# Ariane Dayer
 (janvier 2015).
Ariane Dayer est une journaliste suisse, née le 17 janvier 1964 à Martigny (Valais), fille de François Dayer, ancien rédacteur en chef du Nouvelliste.

## Biographie
Après sa maturité au collège Sainte-Marie des Anges à Sion, elle étudie à l'Institut de hautes études internationales (HEI) de Genève, avec obtention du diplôme en 1988[source insuffisante]. 

## Carrière
Elle commence sa carrière en 1988 au journal La Suisse
- 1993 entrée à l'Hebdo comme correspondante à Berne
- 1994 cheffe de la rubrique politique de l'Hebdo
- 1997 - 2002 rédactrice en chef de l'Hebdo, elle succède à Éric Hoesli.
- 2004 - 2006 rédactrice en chef du journal satirique bimensuel Saturne, dont elle est aussi la fondatrice, parution le 5 mars 2004.

Le journal Saturne cesse de paraître en 2006 pour des raisons économiques. Le dernier numéro est paru le 30 juin 2006.
Depuis le 1er septembre 2006, Ariane Dayer est journaliste d'abord au Matin Dimanche, puis au Matin semaine en qualité de rédactrice en chef adjointe.
Le 30 septembre 2008, elle devient rédactrice en chef du quotidien Le Matin.
Depuis le 1er avril 2010, elle est rédactrice en chef du Matin Dimanche.